# جسیکا امی
جسیکا امی (به انگلیسی: Jessica Amey) (زادهٔ ۱۵ نوامبر ۱۹۷۶) شناگر اهل کانادا است.